# Alvin Carlsson
Alvin Herman Carlsson (Stockholm, 25 september 1891 - Malmö, 26 oktober 1972) was een Zweeds schoonspringer die deelnam aan de Olympische Zomerspelen 1912.
Hij eindigde zevende in het onderdeel 10 m torenspringen.